# 金冲及
金冲及（1930年12月—2024年11月14日），上海青浦人，中华人民共和国史學家，主要貢獻在中共党史，辛亥革命史和中国现代史領域。第七届全国政协委员。中国社会科学院近代史研究所学术委员，中国史学会常务理事，孙中山研究会会长，复旦大学、北京大学教授、俄罗斯科学院外籍院士。

## 生平
1930年生于上海，五歲入小學。1943年，考入上海復旦中學，他積極參與學生和社會運動，接觸唐弢、柯灵還有鄭振鐸的刊物還有艾思奇和鄒韜奮等人的書。1946年初，特地到在跑馬廳聽蔣介石抗戰勝利的演講，不過他對抗戰勝利的喜悅很快變成了對國民黨的失望。1947年夏，考入金陵大學歷史系，比章開沅低一級。很快轉入復旦大學史地系，隔年4月加入中國共產黨。
1951年，畢業後留校任教，兼任团委书记，隔年院系調整後和胡繩武搭檔一起教中國近代史的課程。1955年，給《歷史研究》雜誌投稿，討論胡繩對於近代史分期問題的文章。1957年，在人民大學還和戴逸討論這個問題。隔年任教學科學部副主任。政治運動對復旦的衝擊很小，所以金冲及可以一直從事研究工作，很少捲入運動的紛爭。1965年，調入文化部政策研究室工作。1968年，文化大革命爆發後被復旦的造反派帶回上海，原因是被憑空誣陷在1948年轉向參加國民黨特務小組。後來到湖北咸寧的五七幹校下放，直到1972年底被王冶秋調到文物出版社工作，任總編。1981年夏，中共中央文献研究室主任李琦調金冲及來編寫《周恩來傳》，1991年，任常務副主任，期間受到胡喬木、胡繩的很多指導。2004年退休。2024年11月14日，金冲及在北京因病逝世。

## 著作
- 《辛亥革命的前前后后》
- 《孙中山和辛亥革命》
- 《二十世纪中国的崛起》
- 《二十世纪中国史纲》
- 《转折年代：中国的1947年》
- 《五十年变迁》
- 《金冲及自选集》
- 《一本书的历史》
- 《辛亥革命史稿》（四卷本）（合著）
- 《从辛亥革命到五四运动》（合著）
- 《论清末的立宪运动》（合著）
- 《中国共产党七十年》（参编）
- 《毛泽东传（1893—1949）》（主编）
- 《周恩来传》（主编）
- 《刘少奇传》（主编）
- 《朱德传》（主编）
- 《毛泽东传（1949—1976）》（共同主编）
- 《陈云传》（共同主编）
- 《李富春传》（共同主编）
- 学术论文百余篇

## 家庭
- 父：金雄白，报人，曾在汪精卫政权任职，著有《汪政权的开场与收场》。
- 子：金以林，历史学家。[3]